# Lehel kürtje
Lehel kürtje Lélnek (más írásmód szerint Lehelnek), Árpád nagyfejedelem leszármazottjának, a kalandozó magyar hadak egyik vezérének kürtje. Egy monda szerint Lehel vezér a Lech-mezőn vívott csatában fogságba esett, majd miután „Konrád császár” színe elé vezették, kürtjével azt úgy homlokon csapta, hogy azonnal meghalt. A jászberényi Jász Múzeumban őriznek egy elefántcsont kürtöt, melyet a hagyomány Lehel kürtjének tart.

## Lehel kürtje a krónikákban

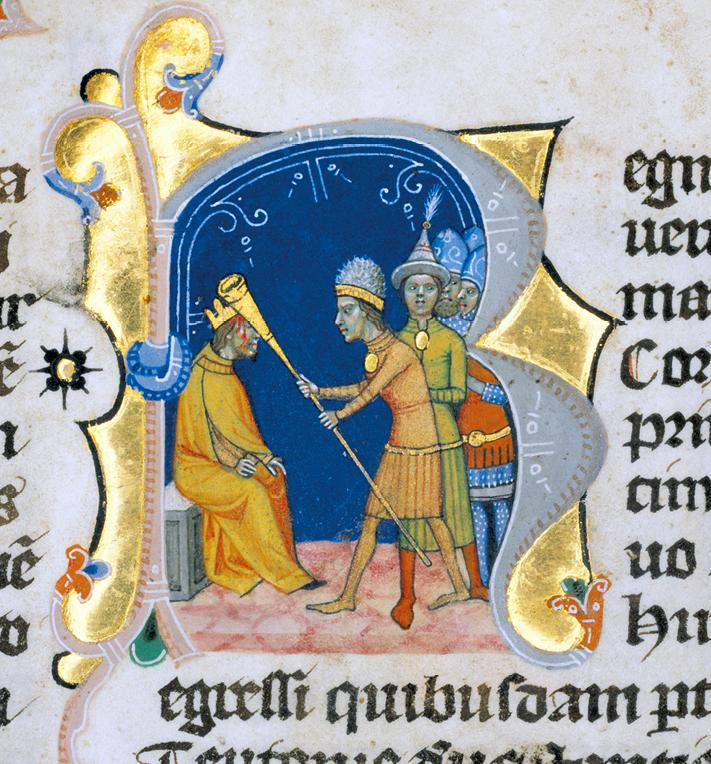
Lehel kürtje a Képes krónikában

Már Anonymus 1200 körül keletkezett Gestájában szó esik Lehel kürtjéről: „Tas fia Lél megfújta a kürtjét, Bogát fia Bulcsú meg felemelte a   zászlaját, s az első hadsorban indultak ütközetbe a görögök ellen.” (Salán vezér elindulása Árpád vezér ellen). Lehel halálával kapcsolatban Anonymus annyit tud, hogy „Lél meg Bulcsú fogságba estek, s az Inn folyó mellett akasztófán végezték életüket.” (Lél és Bulcsú halála).
A Kálti Márk, majd Thuróczi János krónikájában (14., 15. század) is megidézett Lehel-monda szerint viszont Lehel és Bulcsú elfogatása és kivégzése során fontos szerep jutott Lehel kürtjének: „A császár azt mondta nekik: »Válasszatok magatoknak halált, amilyent akartok!« Lehel így felelt: »Hozzátok ide kürtömet, amelybe előbb belefúvok, aztán felelek neked.« Odavitték a kürtöt, és a császárhoz közeledve, mikor nekikészült a kürtfúvásnak, erősen homlokon vágta a császárt, kit egy csapással megölt. S azt mondta neki: »Előttem fogsz menni, és szolgálni nekem a másvilágon.« Mert az a hite a szittyáknak, hogy akiket életökben megöltek, azok szolgálni tartoznak nekik a másvilágon. Haladéktalanul lefogták őket, és Regensburgban bitófán megfojtották.”
Kálti Márk Képes krónikájának egy iniciáléja Lehel vezér mondáját egy hosszú, egyenes, szűk menzúrájú, fémből vagy talán fából készült trombitafélével jeleníti meg.
A legenda igazságtartalmát már a 13. században Kézai Simon kétségbe vonta: „Némelyek ugyan mesésen azt állítják, hogy másként végezték őket ki, hogy a mint a császár elé voltak állítva, egyikök kürtjével a császárt agyon ütötte volna: de bizony e mese a hihetőséggel ellenkezik, s a ki illyest hisz, elméje gyenge voltát árulja el; mert a bünös személyeket kötött kézzel viszik a fejedelmek színe elé.”
A magyar Lehel-mondában (hibásan) megjelölt „Konrád császár” alakja valószínűleg Konrád lotaringiai hercegre (922–955), I. Ottó német-római császár vejére utal, aki az augsburgi csatában a magyarok ellen harcolva veszítette életét.

## „Lehel kürtje” a Jász Múzeumban

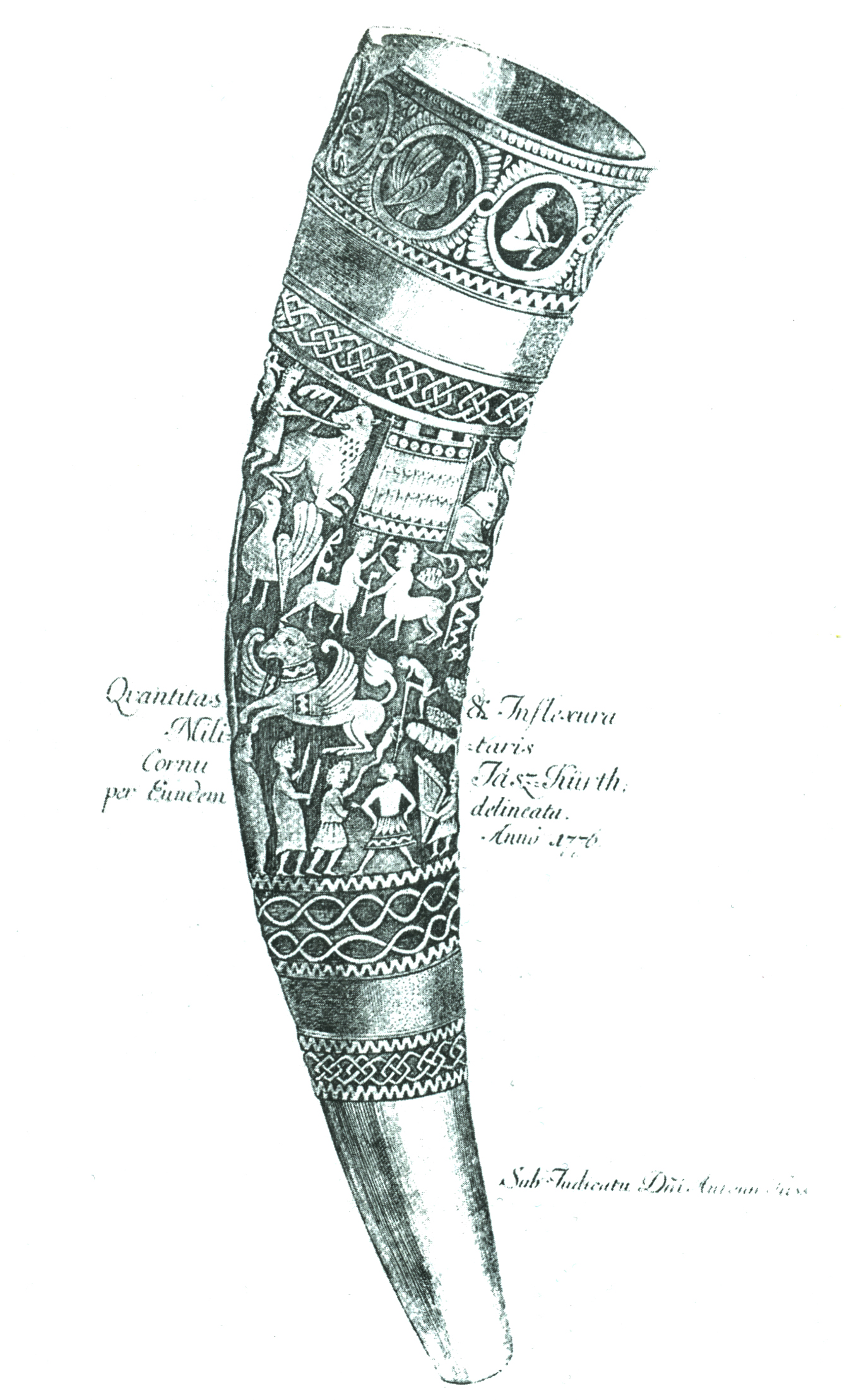
1776-os ábrázolás, rézkarc

„Lehel kürtje” néven őriznek Jászberényben, a Jász Múzeumban egy elefántcsont kürtöt. A hangszert korábban bizánci eredetűnek tartották, de az újabb kutatások a dél-itáliai eredetet valószínűsítik. A kürt a 12. századból való, 43 cm hosszú, a peremén egy darabka hiányzik belőle.
A jászberényi kürtöt először 1642-ben említik a város tulajdonaként, azelőtti múltja nem ismert. A 18. század végéig jászkürt volt a neve, Jászberényben a jászok főkapitányának jelvényeként és ivókürtként használták ünnepélyes alkalmakkor. A kürtöt akkor még nem kapcsolták össze Lehel vezérrel, sőt a melki benedekrendi apátságban őriztek „Lehel kürtje” gyanánt egy nagy ökörszarv-tülköt.
A jászberényi kürtöt először Molnár Ferenc jász-kun kapitány azonosította Lehel kürtjeként 1788-ban megjelent füzetében, ő állította, hogy a kürt akkor csorbulhatott ki, amikor a vezér agyonütötte vele „Konrád császárt”. Décsy Antal szerint viszont a kürt valami moabita istenség áldozó edénye volt és Bizáncon át került Teodor császárné révén egy morvaországi keresztény templomba, onnan pedig a kunok dúlásakor Jászberénybe. Décsy moabita szertartásokat látott a kürt faragott képeiben is.
Azt a legendát, hogy a kürtöt csak Lehel tudta megszólítani, Káldy Gyula 1893-ban megcáfolta, mert hatalmas riadót fújt el rajta. A hangszert az 1950-es években Kádár Ferenc dévaványai pásztor is megszólaltatta, erről hangfelvétel is készült.

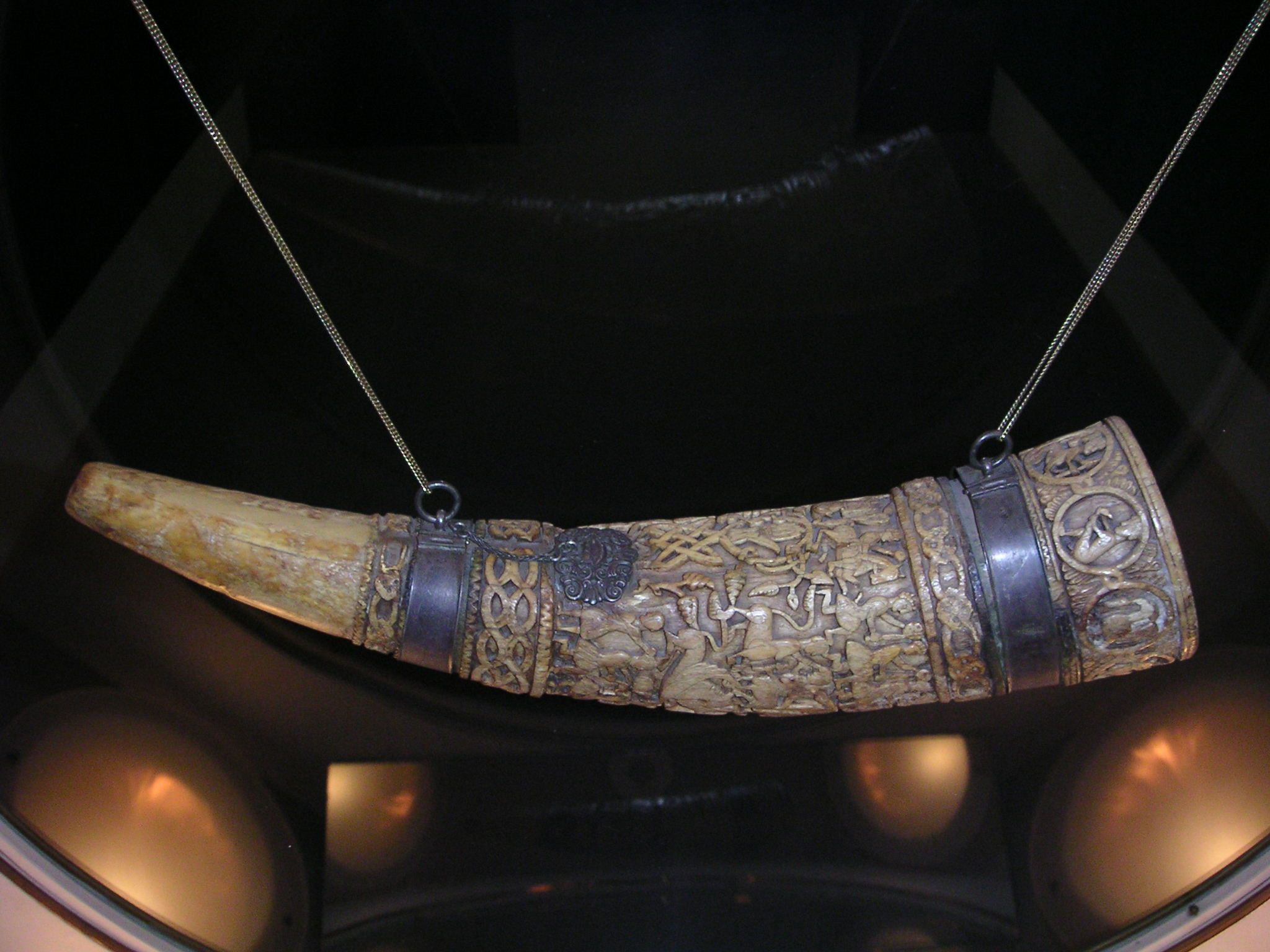
„Lehel kürtje” a Jász Múzeumban

A jászberényi kürt két felső sávjában szarvasvadászatot, oroszlánviadalt, kentaurok harcát és emberek párharcát bemutató jeleneteket faragott a művész. Az alsó két sávban a bizánci császári sas látható egy-egy griffel, valamint cirkuszi művészek, labdajátékosok és egy ülő hárfás a hangszerével.
A jászberényihez hasonló kürtöket feltehetően ivókürtnek is használták. A kürtök – a krónikák tanúsága szerint – a magyar nép legősibb eszközei közé tartoznak. A kürt nemcsak a magyaroknál, de más történelmi lovas népeknél is méltóságjelvény volt. Elsősorban szaruból, de nemritkán értékesebb anyagból, elefántcsontból is készítették és díszes faragványokkal ékesítették. Európa különböző múzeumaiban a jászberényihez hasonló készítésű és származású kürt még 40 darab van, ezeket olifantnak nevezik.
Állatszarvból készült bő menzúrájú, kürtszerű jelzőhangszerek használata a középkori Európában már a 6. századtól dokumentálható. Legkorábbi ábrázolása az aacheni dóm szószékének elefántcsont-faragványán tűnik fel, majd a 8. század közepéről való Canterburyi zsoltárkönyv is ábrázol ilyen hangszert. Ezek elefántcsontból készült értékesebb változatai, az olifantok javarészt Bizáncban készültek, de úgy tűnik, elsősorban nyugat-európai piacra. Egy elmélet szerint ezek a hangszerek Bizánc közvetítésével eredetileg Ázsiából származtak, de ezt semmilyen bizonyíték nem támasztja alá.
Bizonytalan eredete ellenére mára mégis jelentős történeti értékkel rendelkezik, a Szent Korona mellett csak a Jászkürt volt méltóságjelvényként tisztelt tárgy hazánkban ezen történeti érték bizonyításaként a Hungarikum Bizottság 2020-ban felvette a kürtöt a Magyar Értéktárba.